# 金錢孽

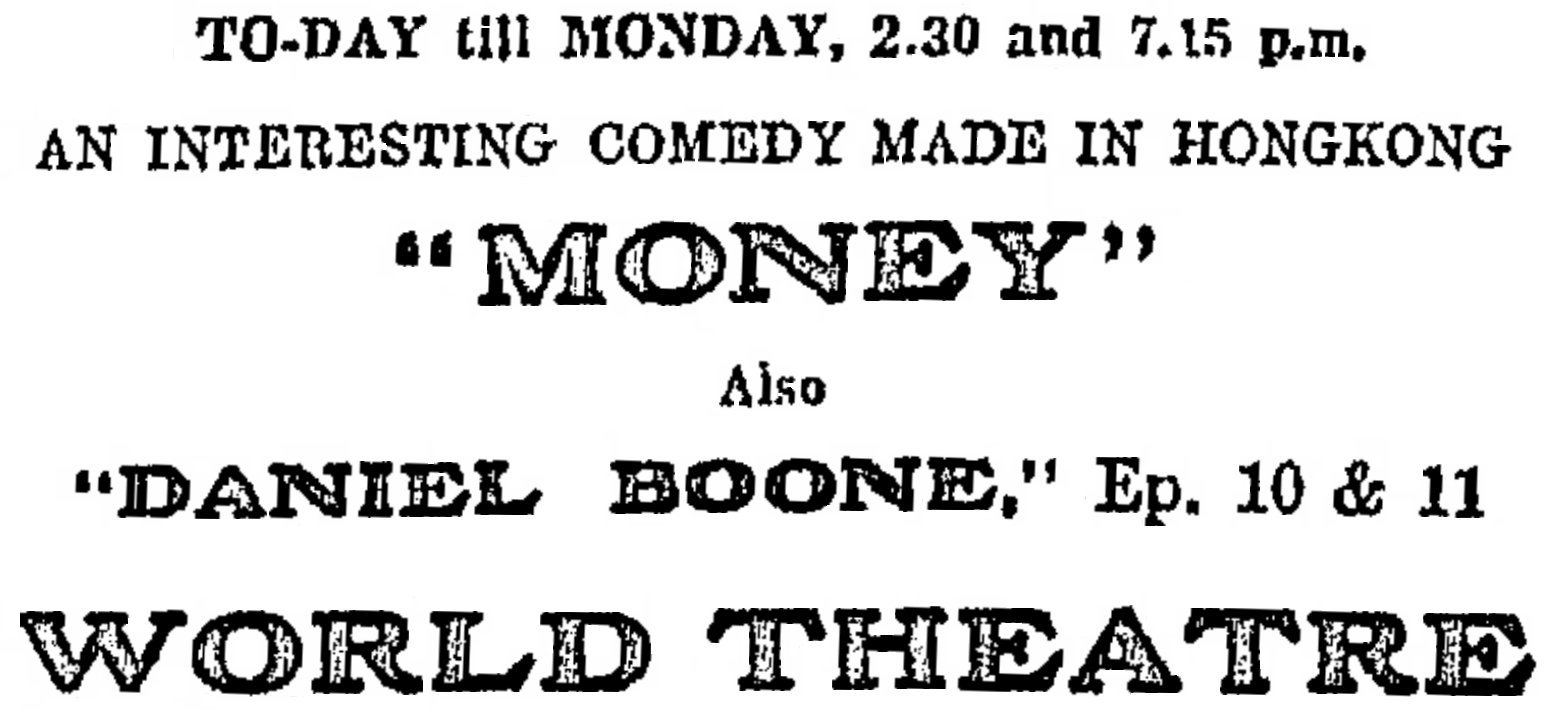
喜劇默片《金錢孽（Money）》在1925年5月9日，星期六，至11日，星期一，一連三天，每天兩場（下午兩點半、晚上七時十五分），在香港島新世界戲院（World Theatre）再度公映，與美國默片《Daniel Boone（殖邊風雲）》第拾集及拾壹集，聯合放映。

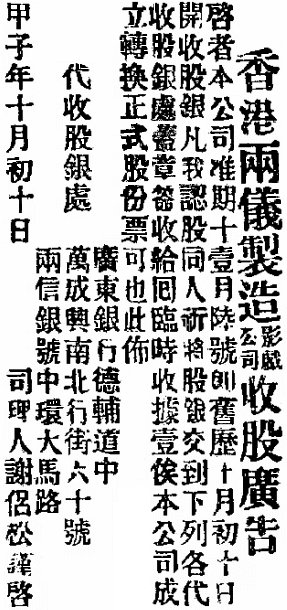
農曆甲子年十月初十日（1924年11月6日，星期四）香港兩儀製造影戲公司收股廣告。

農曆甲子年八月廿二日（1924年9月20日，星期六），位于香港灣仔利東街45號，電話總局：4774『大漢影業公司（China Pictures Company）』告白：欲留活動真像、生活家庭樂影片，請來商量。欲排演畫戲，可代為製造。若有勸善懲惡劇本，極為歡迎！拍影活動廣告，必妥為排鋪。

《金錢孽》是一齣警世喜劇默片，「…原來《金錢孽》係兩幕諧畫；恢諧滑稽當然是它的本色，……而且《金錢孽》內容，仔細看來，結果係描寫不義之財理無安享的信條，看實點化社會拜金主義的弊端， …。」由香港兩儀製造影戲公司（英語：Leung Yee Moving Pictures Production Co. Ltd.）以港幣2,000元，委托大漢影業公司拍攝的短片，僅有兩卷。香港影評家競明先生：「…若是它固真自名是滑稽片，我倒要說它是一幅佳片了。如龐劭麒的兩耳的天能，也可謂諧畫中罕見的人才呢！…。」

## 電影本事
在九龍城宋皇臺香民先生的私人花園裡，西醫龐劭麒飾演一名滑稽的園丁，正在掘地裁花，意外地掘出一箱銀票，為免錢財露眼，他急忙把那批不義之財藏於花園的隱蔽處（花盆、假山、鞦韆、…），然而由一名童星龐永輝飾演一名頑童，總是走近那批不義之財的隱藏處遊玩。最後逼得園丁要抱着那批不義之財爬上樹頂隱藏。無奈一陣狂風把那些銀票吹到海水裡熔化掉。

## 導演及演員
- 盧覺非醫生負責編導；
- 西醫龐劭麒飾演一名滑稽的園丁；
- 童星龐永輝飾演一名到花園遊玩的頑童。

## 外景地點
- 九龍宋皇臺[1]。

## 其它姊妹作品
- 1926年反戰默片《從軍夢》，比照戲院司理陳君超導演；盧覺非、鍾俠卿主演；
- 1936年粵語黑色喜劇《摩登世界》，龐劭麒自編自導自演。

## 外部連結
- 香港影庫上《金錢孽》的資料（繁體中文）
- YouTube上的默片《金錢孽》的本事